# Reprezentacja Francji U-17 w piłce nożnej kobiet
Reprezentacja Francji U-17 w piłce nożnej kobiet – reprezentacja Francji piłkarek nożnych do lat 17. Największym sukcesem reprezentacji jest zdobycie złota na mistrzostwach świata (2012).

## Występy w mistrzostwach Europy U-17
- 2008: 2. miejsce[1]
- 2009: 3. miejsce[2]
- 2010: I faza kwalifikacji[3]
- 2011: 2. miejsce[4]
- 2012: 2. miejsce[5]
- 2013: II faza kwalifikacji[6]

## Występy w mistrzostwach świata U-17
- 2008: faza grupowa[7]
- 2010: nie zakwalifikowała się[8]
- 2012: Mistrzostwo[9]